# Hötjärnen (Skellefteå socken, Västerbotten, 718188-174316)
Hötjärnen är en sjö i Skellefteå kommun i Västerbotten och ingår i Bureälvens huvudavrinningsområde.